# Wiriná
El wiriná o uirina és una llengua extingida de la família arawak, poc testificada i sense classificar que fou parlada al Brasil, als marges del riu Negro. Tant Kaufman (1994) com Aikhenvald (1999) la deixen sense classificar dins de les llengües arawak de l'Alt Amazones.
Hi ha un vocabulari wiriná (flora, fauna i artefatos culturals) recollit per Johann Natterer (1831-1832).